# هوسینگن
هوسینگن (به لاتین: Hosingen) یک منطقهٔ مسکونی در لوکزامبورگ است که در پارک هوزینگن واقع شده‌است.